# Гриппоподобное заболевание
Гриппоподобное заболевание (ГПЗ; англ. influenza-like illness) — острое респираторное заболевание, предполагающее возможный грипп или схожее с ним по симптоматике заболевание. Термин описывает набор симптомов, является медицинским диагнозом и предназначен для облегчения медицинским сотрудникам постановки диагноза, при котором с наибольшей вероятностью будут описаны случаи гриппа. В системах мониторинга здоровья населения диагноз гриппоподобного заболевания служит приблизительной оценкой реальной заболеваемости гриппом. Также термин может использоваться и в других случаях, например, для описания побочных эффектов от лекарственных терапий.
Определение гриппоподобного заболевания может быть разным, но включает лихорадку с одним или более симптомами, среди которых обычно кашель или боль в горле. Согласно определению Всемирной организации здравоохранения симптомы гриппоподобного заболевания должны включать кашель и температуру тела 38 °C и выше, при этом набор критериев для определения диагноза может отличаться между различными системами здравоохранения, а отдельный случай гриппа не обязательно будет сопровождаться всеми симптомами гриппоподобного заболевания. Клинически гриппоподобное заболевание выражается во внезапном появлении лихорадки (повышении температуры), боли в мышцах и респираторных симптомах. К распространённым симптомам, которые связывают с гриппоподобным заболеванием, также относят озноб, недомогание, сухой кашель, потерю аппетита, тошноту.

## Общие сведения
Точные определения диагноза гриппоподобного заболевания играют важную роль в критериях сбора и анализа данных по заболеваемости и выживаемости. Оптимальные критерии должны выдерживать баланс между чувствительностью и специфичностью. Базовое определение гриппоподобного заболевания было сформировано Всемирной организацией здравоохранения для более точного определения различных параметров, связанных с вирусами гриппа и самой болезнью, на глобальном уровне, что обеспечивает формирование как можно более точной статистики.
Грипп представляет собой заболевание, которое трудно отличить от заболеваний, вызываемых другими респираторными инфекциями. Симптомы гриппа неспецифичны — у заболевания нет каких-либо симптомов, специфичных исключительно для него, поэтому клиническая картина может быть схожей с заболеваниями, вызываемыми множеством других патогенов. Гриппоподобное заболевание может вызываться множеством патогенов, отличных от вирусов гриппа, а определение случаев гриппоподобного заболевания не обязано вбирать в себя все случаи гриппа, оно предназначено для определения тенденций заболеваемости гриппом. При этом определение случаев гриппоподобного заболевания, используемое в рамках мониторинга здоровья населения, не предназначено для использования в диагностических или лечебных целях.
До 2011 года в базовом определении заболевания значилась боль в горле, однако ВОЗ исключила данный симптом из определения, поскольку оказалось, что он с бо́льшей вероятностью определяет заболевание, не связанное с гриппом, а также трудно диагностируем у детей.
| Организация                                           | Внезапное начало | Общие симптомы                                                                                         | Респираторные симптомы                                            |
| ----------------------------------------------------- | ---------------- | --- | ----------------------------------------------------------------- |
| Всемирная организация здравоохранения                 | Нет              | Лихорадка с температурой тела как минимум 38 °C с началом в течение последних 10 дней                  | Кашель                                                            |
| Европейский центр профилактики и контроля заболеваний | Да               | Хотя бы один из следующих симптомов: лихорадка, повышение температуры тела, недомогание, боль в мышцах | Хотя бы один из следующих симптомов: кашель, боль в горле, одышка |
| Центры по контролю и профилактике заболеваний США     | Да               | Лихорадка с температурой тела как минимум 37,8 °C и отсутствие известных причин, отличных от гриппа    | Хотя бы один из следующих симптомов: кашель, боль в горле         |

## Симптомы
Гриппоподобное заболевание характеризуется наличием лихорадки, усталости и кашля, но могут быть присутствовать и другие симптомы.
| Симптом                                | Лабораторно-подтверждённый грипп | Гриппоподобное заболевание иной этиологии |
| -------------------------------------- | -------------------------------- | ----------------------------------------- |
| Повышение температуры                  | 68 %—77 %                        | 40 %—73 %                                 |
| Лихорадка или озноб                    | 83 %—90 %                        | 75 %—89 %                                 |
| Усталость или недомогание              | 75 %—94 %                        | 62 %—94 %                                 |
| Кашель (лёгкий или непродуктивный)     | 84 %—93 %                        | 72 %—80 %                                 |
| Одышка                                 | 6 %                              | 6 %                                       |
| Дискомфорт в груди или плевритная боль | 35 %                             | 23 %                                      |
| Головная боль                          | 84 %—91 %                        | 74 %—89 %                                 |
| Боль в мышцах                          | 67 %—94 %                        | 73 %—94 %                                 |
| Боль в горле                           | 64 %—84 %                        | 64 %—84 %                                 |
| Насморк                                | 79 %                             | 68 %                                      |
| Тошнота или рвота                      | 12 %                             | 12 %                                      |
| Боль в животе                          | 22 %                             | 22 %                                      |

## Этиология
Грипп сложно отличить от многих других клинических заболеваний. В большинстве случаев гриппоподобное заболевание вызывается вирусами, отличными от вирусов гриппа. Среди них риновирусы, респираторно-синцитиальный вирус, аденовирусы, вирусы парагриппа, человеческий метапневмовирус и некоторые коронавирусы. Из числа бактерий заболевание могут вызывать легионеллы, Chlamydia pneumoniae, Mycoplasma pneumoniae и пневмококки. Легионаллы могут вызывать несколько разных форм легионеллёза, одна из которых — лихорадка Понтиак — может протекать как гриппоподобное заболевание. Также гриппоподобное заболевание может возникнуть при вдыхании спор сибирской язвы.
Будучи одним из проявлений синдрома высвобождения цитокинов, гриппоподобное заболевание может возникнуть и в качестве побочного эффекта от некоторых иммунотерапий с применением соответствующих лекарственных препаратов. Также гриппоподобный синдром наблюдался в качестве одного из побочных эффектов лечения болезни Крона гуманизированными антителами к интерферону гамма.

## Эпидемиология
Ежегодно из-за сезонного гриппа возникает 3—5 миллионов серьёзных случаев заболевания и от 290 до 650 тысяч смертельных случаев. Заболеваемость гриппом и респираторно-синцитиальной инфекцией достигает пика в зимнее время года, заболеваемость риновирусной инфекцией и парагриппом — осенью и весной, а аденовирус циркулирует среди населения круглый год. Бактериальные инфекции также могут возникнуть в любое время года. Заболеваемость пневмококковой инфекцией наиболее высока зимой, а микоплазменной инфекцией и легионеллёзом — летом и осенью. Взрослые за год болеют гриппоподобными заболеваниями в среднем от 1 до 3 раз. Дети — от 3 до 6 раз.
Сбор данных по заболеваемости и их анализ может занять некоторое время. В качестве одного из способов оценки заболеваемости была предложена методика оценки заболеваемости по количеству просмотров определённых статей в Википедии. По результатам исследования оказалось, что количество просмотров статей в англоязычной Википедии даёт достаточно точную оценку заболеваемости в реальном времени в США.

## Факторы риска
К индивидуальным факторам риска относятся возраст, наличие иммунодефицитов, беременность, хронические нарушения здоровья и респираторные заболевания. Риск возникновения инфекции высок среди детей и людей, контактирующих с детьми. Исследования также выявили связь повышенного риска возникновения гриппоподобного заболевания при активном или пассивном курении.
Также сообщается о слегка повышенном риске инфекции у людей, содержащих домашних животных, причины чего пока не выяснены. Возможно, это связано со стилем жизни таких людей или с их сферой общения (устанавливаемыми контактами).

## Профилактика
Снизить риск возникновения заболевания может помочь вакцинация против вирусов гриппа. Однако вакцинация от гриппа не поможет против других патогенов, вызывающих гриппоподобные симптомы, поэтому даже при вакцинации есть риск возникновения гриппоподобного заболевания.
Также снижению риска заражения вирусами, вызывающими гриппоподобные симптомы, помогает частое мытьё рук.